# Стецьков Тимур Вадимович
Тимур Вадимович Стецьков (нар. 27 січня 1998) — український футболіст, лівий/центральний захисник Карпати (Львів).

## Життєпис
Тимур Стецьков народився 27 січня 1998 року. Вихованець молодіжної академії дніпропетровського «Дніпра», кольори якого захищав з 2011 по 2015 роки. Перший тренер — Олексій Чистяков. У 2015 році зіграв 2 поєдинки в складі криворізького «Гірника». Після цього пішов на підвищення, отримавши запрошення від іменитішого «Кривбаса», який виступав у Суперлізі Дніпропетровської області. У складі криворіжців зіграв 1 поєдинок. У 2016 році приєднався до прем'єрлігової «Олександрії», але через високу конкуренцію в команді та свій молодий вік був відправлений до команди U-19. Проте Тимур досить швидко перейшов до команди U-21. Наприкінці червня 2017 року ФК «Олександрія» вирушила на передсезонний збір до Нідерландів, але вже після прибуття в Нідерланди вирішила запросити на нього ще й Тимура Стецькова. Після повернення в «Олександрію» Тимур виступав за молодіжну команду. 20 серпня 2017 року вперше потрапив до заявки на матч першої команди в рамках 6-го туру УПЛ проти львівських «Карпат». Матч завершився нульовою нічиєю, а Стецьков весь цей час просидів на лаві для запасних. У складі головної команди «Олександрії» дебютував 4 листопада 2017 року в нічийному (0:0) поєдинку 15-го туру УПЛ проти одеського «Чорноморця». Тимур вийшов на поле на 75-ій хвилині, замінивши Андрія Бацулу. 19 травня 2018 року в переможному (2:0) домашньому поєдинку 32-о туру Прем'єр-ліги вперше вийшов у стартовому складі олександрійців, а на 80-й хвилині відзначився голом, який встановив остаточний рахунок. Після цього матчу потрапив до символічної збірної туру серед команд УПЛ за версією ряду спортивних інтернет-видань України.
У січні 2025 року став гравцем «Карпат».